# Želešice
Želešice – wieś w południowych Czechach, w kraju południowomorawskim, w powiecie Brno, w gminie z rozszerzonymi uprawnieniami Šlapanice, u podnóża Koziej Góry (355 m n.p.m.) i Na Kopcu (307 m n.p.m.), u zbiegu rzek Bobravy i Potoku Hajańskiego. Historycznie należą do Moraw, a geograficznie leżą na Obniżeniu Dyjsko-Svrateckim. Od północy i północnego wschodu graniczą z Moravanami, od północnego zachodu z Nebovidami, od zachodu i południowego zachodu z Hajanami, od południowego wschodu z Popovicami, a wschodu z Modřicami.
Według danych ze stycznia 2012 r. liczba ludności Želešic wynosi 1577 osób. Obecnie liczba ludności wzrasta, co ma związek z dotykającym pobliskie Brno zjawiskiem suburbanizacji. Miejscowość ma powierzchnię 9,96 km².
Pierwsza wzmianka o miejscowości pochodzi z 1228 r. Znajduje się tu zabytkowy barokowy kościół katolicki Niepokalanego Poczęcia NMP z 1491 r., którego obecny kształt pochodzi jednak z 1722 r. Miejscowa parafia należy do dekanatu Modřice w diecezji brneńskiej. W północno-zachodniej części wsi znajduje się także kaplica św. Peregryna.
Przez miejscowość przebiega droga wojewódzka nr 152 z Modřic do Nowej Bystrzycy. Wieś łączy z Brnem i Modřicami podmiejska linia autobusowa nr 510.